# Biblioteca Adir Gigliotti
A Biblioteca Adir Gigliotti é um acervo cultural localizado na cidade de Campinas, SP.

## Histórico
A biblioteca foi formada durante mais de 50 anos, como acervo particular, pelo juiz e poeta Alcy Gigliotti. Mediante sua proporção e seus recursos de pesquisa, esse acervo foi aberto ao público.
O nome da biblioteca foi uma homenagem do juiz ao seu irmão Adir Gigliotti, jornalista e publicitário de Campinas, que trabalhou em praticamente todos os jornais e revistas da cidade, foi comentarista e divulgador de livros, e que faleceu em 20 de agosto de 1991

## Cenapec
A Cenapec – Associação Centro Auxiliar de Pesquisas Culturais/ Biblioteca Adir Gigliotti é uma associação cultural sem fins lucrativos, reconhecida como de Utilidade Pública pela Prefeitura de Campinas e Ponto de Cultura Nacional, vencedora do Prêmio Escola Viva, uma das ações do Programa Cultura Viva, promovido pelo Ministério da Cultura em parceria com o CENPEC (Centro de Estudos e Pesquisas em Educação, Cultura e Ação Comunitária). Teve ainda projetos aprovados junto à Secretaria de Cultural do Governo do Estado de São Paulo, por meio do PAC – Programa de Ação Cultural, e ao FICC – Fundo de Investimentos Culturais do Município de Campinas. A Biblioteca Adir Gigliotti é composta por cerca de 55 mil volumes sobre diferentes temas, Discoteca com cerca de 3 mil LPs, Videoteca com cerca de 2 mil filmes VHs, Biblioteca Infantil com cerca de 2 mil títulos além de brinquedoteca, sala de leitura, salão de eventos. Sediada em Campinas, na Rua São Salvador, 301, Taquaral, a associação é um centro de cultura e estudos que, por meio do incentivo gratuito à leitura e à pesquisa, de um espaço privilegiado de lazer e de programações culturais e pedagógicas de alto nível, almeja e possibilita o aprimoramento da formação e do exercício da cultura e da cidadania para os moradores da cidade e região.

## Acervo
- 55.000 volumes
- Biblioteca infanto-juvenil
- Discoteca com 3000 LPs e 1200 CDs
- Videoteca com 2000 fitas
- Sala de leitura
- Sala de música
- Auditório com equipamento áudio visual
- Piano para eventos musicais

## Programações Culturais
- Discursos Filosóficos
- Chá e Poesia
- Palestras sobre melhora da qualidade de vida
- Projeto de disseminação de línguas estrangeiras
- Cursos Livres
- Responsabilidade Ambiental
- Concursos de Poesia

## Site Oficial
- CENAPEC